# Hilda de Whitby
Hilda de Whitby (c. 614 - 17 de novembro de 680) é uma santa cristã e abadessa fundadora da Abadia de Whitby, no qual ocorreu o Sínodo de Whitby em 664. Uma figura importante na conversão da Inglaterra para o cristianismo, ela foi a abadessa de vários monastérios e reconhecida pela sabedoria que levava reis a pedirem seus conselhos.
A fonte de informação sobre Hilda é a obra História eclesiástica do povo inglês, escrita em 731 por Beda, o Venerável, que nasceu aproximadamente oito anos antes de sua morte. Beda documentou a conversão ao cristianismo dos anglo-saxões pagãos, que haviam colonizado e dominado a Inglaterra (veja Missão gregoriana).